# フーディアム
フーディアム（英: foodium）は、ダイエーが展開するコンビニエンスストアと食品スーパーマーケットを融合させた都市型食品スーパーマーケット（都市型SM）。

## 概要
ダイエーが主力であったゼネラルマーチャンダイズストア（GMS）からスーパー・スーパーマーケット（SSM）を初めとした5つの業態に業態転換すると決定する以前から、都市集中化や少子高齢化などによる人口減少などの変化に対応するべく新たな新業態の研究を開始し、試験的に誕生させたのが都市型食品スーパーのフーディアムである。
会長兼社長で創業者の中内㓛の指揮下に置かれていた1992年に導入された会員制スーパーのKou's以降、ダイエーは新業種に本腰を入れず、実に13年振りとなる新業種の導入となった。
1号店のfoodium三軒茶屋は、セイフー三軒茶屋店の店舗を改装して開業。実際は、業態転換ではなく新規出店をする予定であったが立地選定の際に条件に合った物件が見つからなかった為、ダイエー側としては当店を1号店ではなく「実験0号店」と呼んでいる。その後もいい物件が見つからず事実上の「1号店」となったfoodium多摩センターは3年後に誕生することとなる。
多摩センターへの出店を皮切りに首都圏に次々と出店、2011年の関西進出の際に、フーディアムの本格出店が決定した。
コンビニと食品スーパーの機能を兼ね備えており、コンビニのフロアは24時間営業である。「ひとりでも便利」を基本コンセプトに掲げており、少数世帯の為に惣菜や揚げ物等の中食を多く取り揃えている。
また、イオンの電子マネーであるWAONの他、楽天Edy・Suica・ICOCA・PiTaPaを一部の店舗で利用することが可能。
店名のフーディアムは「フードスタジアム」（food studium）の略。当初は、フーディーズ（Foodies）の使用を検討していたが既に商標登録されていた為にフーディアムにした経緯がある。しかし、そのフーディアムも日清食品が既に資料館名などとして商標登録していた（東京都新宿区の東京本社ビルの名称）ため、日清食品ホールディングスに対し使用料を払うことになっている。
2015年3月1日にダイエーがグルメシティ関東及びグルメシティ近畿を吸収合併したことに伴い、グルメシティ関東が運営していた東五反田と三軒茶屋、グルメシティ近畿が運営していた東心斎橋の3店舗の運営をダイエーが継承し、「グルメシティ」同様に運営会社をダイエーに一本化した。
2012年の東五反田を最後に新規出店は行われておらず、閉店あるいはダイエーやイオンフードスタイルへの業態転換により店舗は減少傾向になっている。

## 店舗
- ◆はfoodiumとして新規出店した店舗（建て替え店含む）、●はダイエーグループの他ブランドからの業態転換によりfoodiumとなった店舗（当初はグルメシティの地域子会社が運営していたが、前述のとおり、2015年3月からはダイエーが運営している）。

### foodiumとして現存している店舗
- foodium多摩センター◆[7]（2008年4月25日 - 現在）東京都多摩市
クロスガーデン多摩内。実験店であった三軒茶屋店（後述）を除く初店舗。

- foodium武蔵小杉◆[8]（2008年5月24日 - 現在）神奈川県川崎市中原区

### 他ブランドに転換した店舗
- foodium三軒茶屋●（2005年12月10日 - 2016年11月14日）東京都世田谷区
旧セイフー三軒茶屋店。フーディアムの実験0号店として誕生した。
2016年11月14日19時をもってフーディアムとしての営業を終了。店内改装を経て11月19日にダイエーに再度業態転換。

- foodium下北沢◆[9][10]（2011年9月1日 - 2022年）東京都世田谷区
ダイエーが以前出店していたグルメシティ下北沢店（旧:忠実屋）跡地のRecipe SHIMOKITA内に出店。
2022年3月1日にダイエーに業態転換。

- foodium東心斎橋●（2011年8月29日 - 2023年）大阪府大阪市中央区
旧グルメシティ東心斎橋店。近畿地区1号店で、三軒茶屋店以来の業態転換店舗。
2023年2月28日にイオンフードスタイルに再度業態転換。

- foodium東五反田◆[11]（2012年3月1日 - 2024年）東京都品川区
2024年（時期不詳）にイオンフードスタイルに業態転換。

### foodiumのまま閉店した店舗
- foodium堂島◆[12]（2011年9月1日 - 2021年6月30日[13]）大阪府大阪市北区
近畿地区で新規出店の1号店であった。

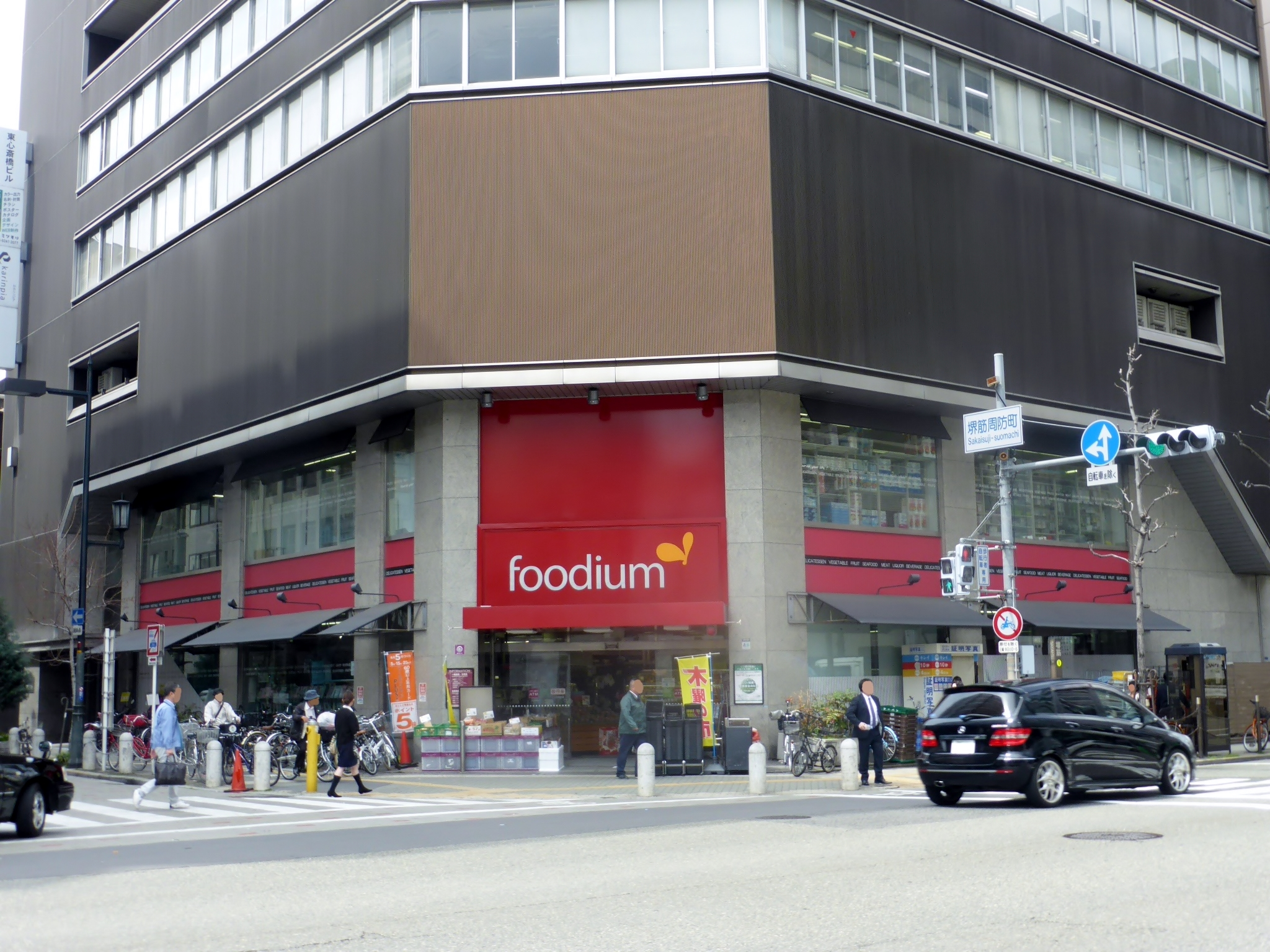
foodium東心斎橋
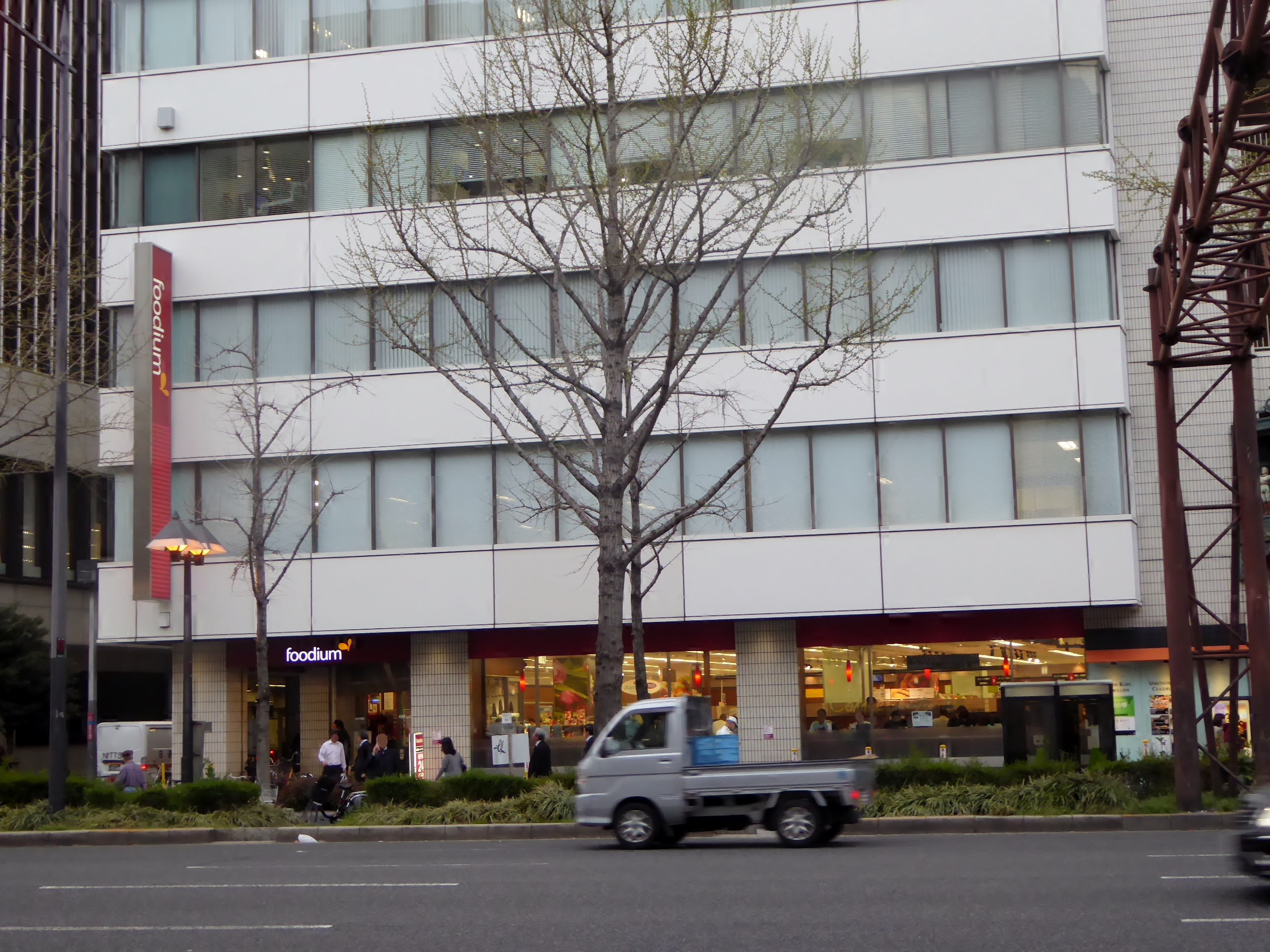
foodium堂島